# Neocynortina dixoni
Neocynortina dixoni – gatunek kosarza z podrzędu Laniatores i rodziny Samoidae. Jedyny znany przedstawiciel monotypowego rodzaju Neocynortina.

## Występowanie
Gatunek jest endemiczny dla Kostaryki.